# Râul Arsasca
Râul Arsasca este un curs de apă, afluent al râului Cerna. 